# Josef Peták
Josef Peták, né le 5 décembre 1959, est un pilote automobile tchèque de rallyes et de sprintrally.

## Biographie
Il a débuté la compétition assez tardivement, à 35 ans en 1994, et reste toujours en activité en 2013 à près de 55 ans.

## Palmarès
- Vainqueur de la Coupe d'Europe FIA des rallyes d'Europe de l'Est: 2004 (à 45 ans), copilotes Alena Benešová et Libor Joska sur Peugeot 306 Maxi;
- Champion de Tchéquie de Sprintrally: 2008 (à 49 ans);
- Champion de Tchéquie de Sprintrally Catégorie S1600 et A: 2006;
  - Vice-champion de Tchéquie de Sprintrally: 2009;
  - 3e du championnat de Tchéquie de Sprintrally: 2006 et 2010;
  - 4e du championnat de Tchéquie des rallyes: 2008;

## Victoires en championnat tchèque de sprinrally
- Sprintrally de Vyškov: 2008;
- Sprinrally de Tišnov: 2008;
- Sprinrally de Pelhřimov: 2008;
- Sprinrally de Prachaice: 2008.

## Autres victoires tchèques
- Rallye de Kopná: 1999.